# SN 1998dx
SN 1998dx – supernowa typu Ia odkryta 16 września 1998 roku w galaktyce UGC 11149. Jej maksymalna jasność wynosiła 17,71m.